# S3 (S-Bahn Rhein-Main)
S3 is een van de negen lijnen die onderdeel zijn van het S-Bahn Rhein-Main-netwerk. De S-Bahn is een regionale metro die de verre buitenwijken en voorsteden verbindt met het centrum van Frankfurt am Main. S3 werd geopend in 1978 en de laatste verlenging vond plaats in 1997. Toen werd het traject van Frankfurt Süd tot Darmstadt geopend. De lijn loopt van Bad Soden naar Darmstadt. De S3 is dagelijks in bedrijf tussen ongeveer vier uur 's ochtends en één uur 's nachts. Gedurende het grootste deel van de dag rijdt er per lijn per richting elke 30 minuten een trein; in de minder drukke uren bestaat er een uur-dienst. De S3 loopt bijna volledig op dezelfde route als de S4 (de S4 stopt niet in Bad Soden, Sulzbach Nord en Schwalbach Limes, de S3 niet in Kronberg en Kronberg-Süd) daarom stopt een S-Bahntrein in principe elke 15 minuten in de minder drukke uren elke 30 minuten.

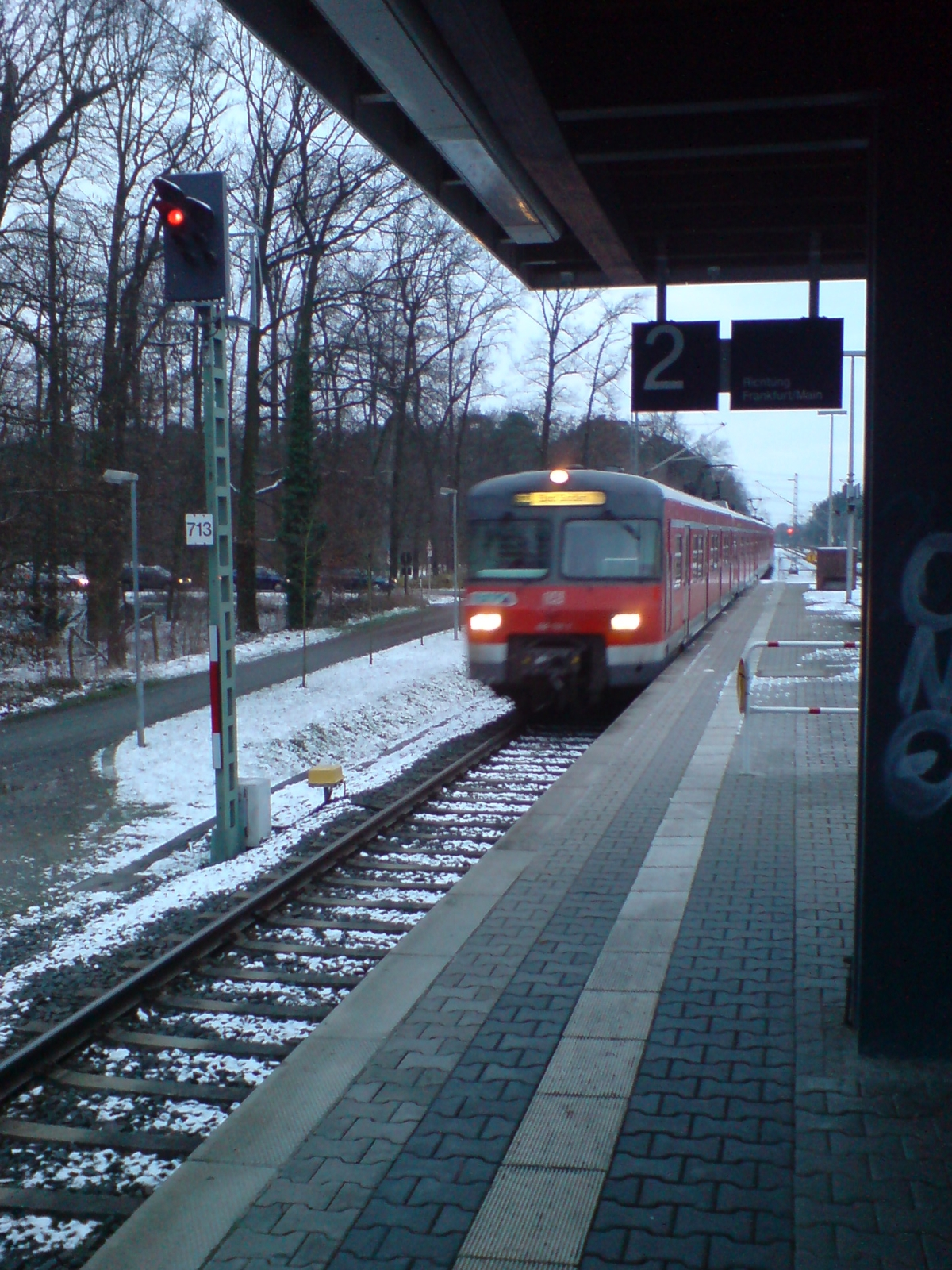
De S3 in Erzhausen